# Irena Veisaitė
Irena Veisaitė (Kaunas, 1º settembre 1928 – Vilnius, 11 dicembre 2020) è stata una scrittrice, insegnante e attivista per i diritti umani lituana, sopravvissuta all'Olocausto e insignita nel 2012 della Medaglia Goethe per il suo contributo allo scambio culturale tra Germania e Lituania.

## Biografia
Irena Veisaitė era una ebrea lituana. Nacque a Kaunas e, dopo l'invasione tedesca dell'Unione Sovietica nel 1941, fu imprigionata nel ghetto di Kaunas. Sua madre invece morì durante la seconda guerra mondiale nel ghetto di Kovno. Irena Veisaitė riuscì a fuggire dal ghetto e sopravvisse – facendosi passare per cristiana – a Vilnius.  Nel 1953 ottenne il diploma in germanistica presso l'Università Statale Lomonosov di Mosca. Nel 1963 conseguì il dottorato presso l'Università Statale di Leningrado con una dissertazione sulla poesia di Heinrich Heine, e dal 1953 al 1997 fu docente presso il Collegio Pedagogico di Vilnius.
È stata anche a capo del Centro Culturale Thomas Mann di Nida, in Lituania, rappresentante della Fondazione Soros a Vilnius e, a lungo, presidente della Open Society in Lithuania Foundation. Nel 2012 ha ricevuto la Medaglia Goethe Il 23 giugno 2020 fu insignita della Gran Croce al merito della Repubblica federale di Germania dall'ambasciatore Matthias Sonn a nome del presidente federale.
Era una sopravvissuta all'Olocausto e si batté per la riconciliazione e la comprensione per tutta la vita. Era anche nota per aver trattato il comunismo nei suoi scritti, dicendo in un'intervista a Deutsche Welle che "i sovietici erano molto, molto cattivi. Diversi dai nazisti, ma non migliori".
Colpita dal COVID-19, morì a Vilnius l'11 dicembre 2020, ventinove giorni prima del suo 93º compleanno. Il presidente lituano Gitanas Nauseda rese omaggio alla sua vita e al suo lavoro come "monumento ai valori umanisti".

## Vita privata
Nel 1952 si sposò a Mosca con un giovane economista, anch'egli ebreo, di nome Jakov (Jasha) Boom. In seguito, sposò il regista estone Grigory Kromanov, con il quale rimase fino alla sua morte nel 1984.

## Premi e riconoscimenti
- 1995 - Ufficiale dell'Ordine del Granduca di Lituania Gediminas.
- 2006 – Medaglia Barbara Radziwill per meriti nel campo della cultura e dell'istruzione.
- 2008 – Distintivo d'onore del Ministero della Scienza e dell'Istruzione della Lituania.
- 2012 – Medaglia Goethe per le attività di scambio culturale lituano-tedesco e il coraggio civico.
- 2015 – Premio del governo lituano nel campo della cultura e dell'arte.
- 2018 – Grand'Ufficiale dell'Ordine al Merito della Lituania.[11]
- 2020 — Commendatore dell'Ordine al Merito della Repubblica Federale di Germania.

## Opere
- Irena Veisaitė in conversazione con Aurimas Švedas: Un secolo di vita in Lituania. Tradotto in tedesco da Claudia Sinnig. Wallstein Verlag, Göttingen 2019, ISBN 978-3-8353-3556-1.
- Irena Veisaitė: Un reportage sulla sua infanzia durante il periodo del governo nazionalsocialista in Lituania sotto forma di intervista. Chilufim, 2010 (saggio in tedesco).